# Кильсинская старица
Кильсинская старица — река в России, протекает по Каргасокскому району Томской области. Устье реки находится в 15 км от устья Варингъёгана по правому берегу. Длина реки составляет 24 км. Приток — река Кильсинка.

## Данные водного реестра
По данным государственного водного реестра России относится к Верхнеобскому бассейновому округу, водохозяйственный участок реки — Васюган, речной подбассейн реки — Васюган. Речной бассейн реки — (Верхняя) Обь до впадения Иртыша.